# Kašna se sochou Neptuna (Dvorce)
Kašna se sochou Neptuna se nachází v katastrálním území Dvorce u Bruntálu, v okrese Bruntál, na náměstí obce. Je chráněna jako kulturní památka od roku 1958 a je zapsaná  v Ústředním seznamu kulturních památek ČR.

## Historie
Pískovcová kašna se sochou Neptuna byla postavena kolem roku 1815. V šedesátých letech 20. století byla znehodnocena betonovým potěrem. Další restaurátorské práce byly provedeny v roce 1988. V roce 2016 byla provedena rekonstrukce a restaurátorské práce. Původní kašna byla nahrazena věrnou kopií z pískovce, a doplněna novým technologickým zařízením.

## Popis
Kašnu tvoří pískovcová oktogonální nádrž, která je ukončená přesahující profilovanou deskou na stěnách. Na obrubě jsou drobné chrliče v podobě osmi žab, původně byly jen čtyři a větší.
Uprostřed nádrže je hranolový podstavec, zakončený římsou. Na podstavci na skalce stojí socha Neptuna v nadživotní velikosti. U jeho levé nohy je umístěna nádržka ve tvaru mušle, a delfín s otevřenou tlamou a zdviženým ocasem. Plastika delfína je detailně propracovaná. Neptun je ztvárněn jako prostovlasá vousatá postava muže, s řaseným pruhem látky, který je spuštěn z ramene a pokračuje kolem boků. Postava je mírně esovitě prohnutá a v rukou drží kovový trojzubec.